# NRK Nordland
NRK Nordland — норвежский региональный телевизионный канал Норвежской вещательной корпорации, вещающий на территории норвежской губернии Нурланн. Центр вещания — город Будё. Существуют отделения в городах Нарвик, Сортланн, Свольвер, Му-и-Рана и Брённёйсунн.
Осуществляет ретрансляцию радиостанции NRK P1 на частотах 0600-0900 и 1600-1730, а также ретрансляцию NRK1 на частотах 1840-1900 и 2055-2100.